# Seinei
Keizer Seinei (清寧天皇, Seinei-tennō) was de 22e keizer van Japan volgens de traditionele opvolgingvolgorde.
Er zijn geen concrete data bekend over zijn geboorte, regeerperiode en dood. Senei zou geregeerd hebben ergens in de late 5e eeuw. Meestal wordt de periode van 480 tot 484 aan hem toegeschreven.
Volgens Kojiki en Nihonshoki was Seinei de zoon van keizer Yuryaku. Zijn geboortenaam was Shiraka. Volgens de verhalen zou hij al sinds zijn geboorte een witte haarkleur hebben gehad. Na de dood van zijn vader moest Seinei het opnemen tegen prins Hoshikawa over de kwestie wie de troon zou erven.
Seinei kreeg zelf geen kinderen. Daarom adopteerde hij twee kleinzonen van de 17e keizer, Richu, als erfgenamen.
Seinei werd begraven in de provincie Kawachi, in de hedendaagse prefectuur Osaka.
* Regent Jingu staat niet op de traditionele lijst.